# Nati nel 1175
| Questa pagina contiene informazioni ricavate automaticamente dalle voci biografiche con l'ausilio del template Bio e di un bot. L'aggiornamento è periodico e automatico e ricostruisce completamente la pagina. Se manca una persona in questa lista, sei pregato di non aggiungerla, ma accertati piuttosto che la sua voce biografica contenga il template Bio e che i dati anagrafici siano correttamente compilati. Se il template Bio manca, inseriscilo tu stesso o, in alternativa, metti l'avviso {{tmp\|Bio}} che ne segnala la mancanza. Se i dati riportati sono sbagliati, correggi direttamente la voce biografica; le modifiche saranno visibili in questa lista entro pochi giorni. Per chiarimenti vedi il progetto biografie. La lista contiene solo le 15 persone che sono citate nell'enciclopedia e per le quali è stato implementato correttamente il template Bio. Pagina aggiornata al 18 giu 2025. |

- Al-Zahir, califfo († 1226)
- Alberto I di Sassonia, nobile tedesco († 1260)
- Alessandro di Villedieu, letterato e matematico francese († 1240)
- Iacopo Baldovini, giurista italiano († 1235)
- Cirillo III di Alessandria, vescovo cristiano orientale egiziano († 1243)
- Anna Diogenissa, nobildonna bizantina
- Donnchadh, conte di Carrick, nobile scozzese († 1250)
- Federico I di Babenberg, nobile austriaco († 1198)
- Roberto Grossatesta, teologo, scienziato e vescovo cattolico inglese († 1253)
- Iolanda di Fiandra, imperatrice fiamminga († 1219)
- Margherita d'Ungheria, sovrana ungherese
- Ulrico III di Neuchâtel, nobile svizzero († 1225)
- Ottone IV di Brunswick, sovrano tedesco († 1218)
- Ruggero III di Sicilia, nobile († 1193)
- Franca da Vitalta, religiosa italiana († 1218)